# 百人町
百人町（ひゃくにんちょう）は、東京都新宿区の町名。現行行政地名は百人町一丁目から百人町四丁目。住居表示実施済みの地域。

## 地理

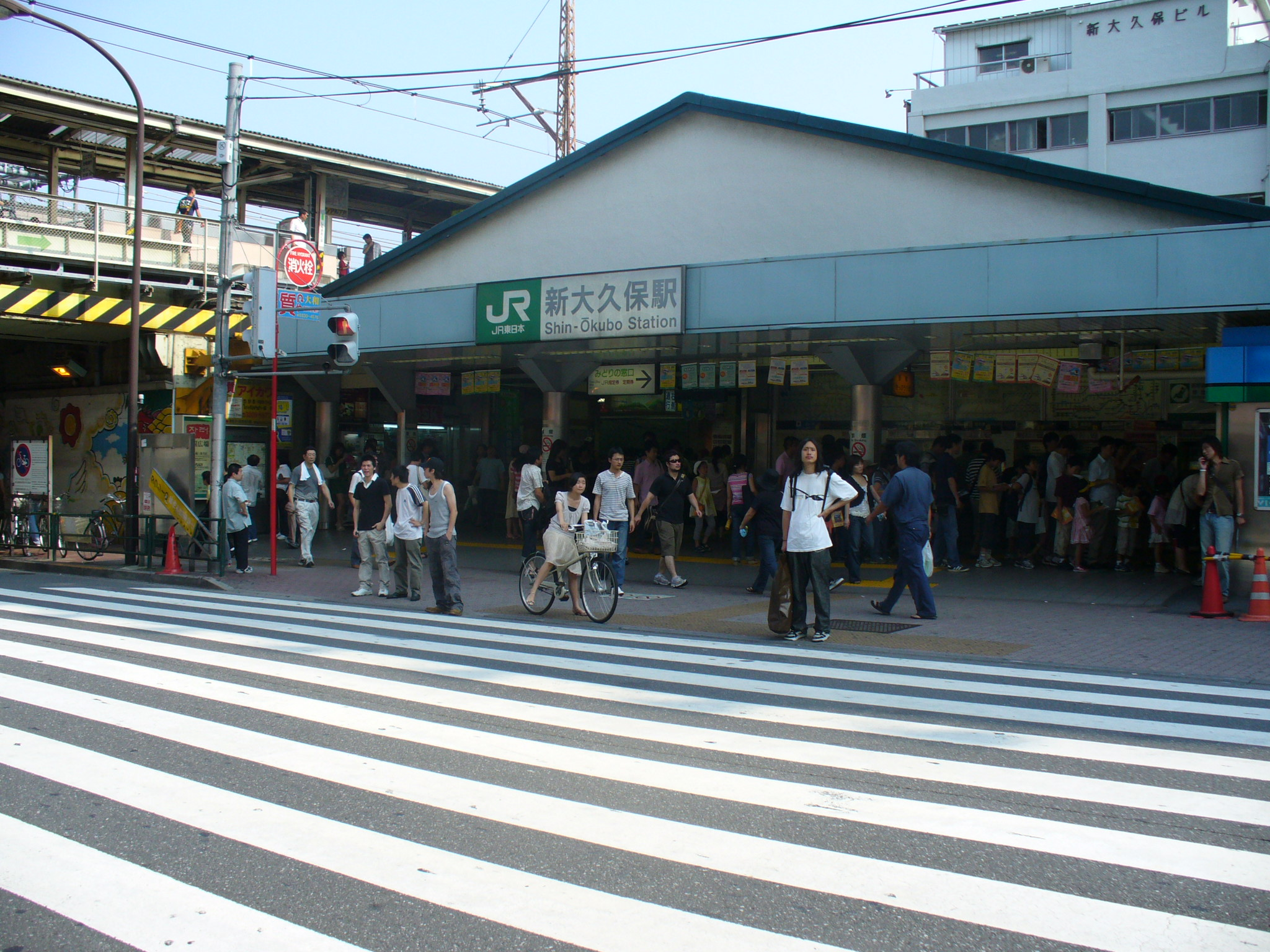
新大久保駅

江戸時代に百人組の諸氏が勤務のかたわら培養したことからツツジの名所として知られ、明治16年には町の有志がツツジ70種1万株を植えたが、1903年6月に日比谷公園が開設されるとツツジの多くはそちらへ転売され、それ以後は宅地化が進んだ。戦前は静かな住宅地で、夏目漱石の『三四郎』では寺田寅彦をモデルとする野々宮宗八の住む場所に設定され、郊外の寂しい住宅地として描かれている。小学校の時分から百人町近辺に育った洋画家の曽宮一念は、「その頃の大久保は武蔵野の入口であったと同時に江戸時代からの静かな隠栖の地、又遊山の地でもあったらしい」と述べている。林芙美子の『稲妻』（1936年）に「山の手の大久保」との表現が登場することから、この近辺は大正から昭和にかけて「郊外」から「山の手」になったと川本三郎は考えている。
作家の岡本綺堂、大町桂月、岩野泡鳴、蒲原有明、国木田独歩、若山牧水、葛西善蔵、内田魯庵、林芙美子、下村湖人、小栗風葉、邦枝完二、岸田國士、詩人西條八十、服部嘉香、水野葉舟、歌人金子薫園、英文学者戸川秋骨、中国文学者奥野信太郎、ジャーナリスト幸徳秋水、思想家北一輝が住んでいた他、3丁目には化学者で元学士院長の柴田雄次や経済学者の大内兵衛などの邸宅もあった。文芸評論家の江藤淳や作曲家の柴田南雄、ハンガリー文学者の徳永康元も百人町出身である。「外人村」と呼ばれる一画には、初期の日本楽壇に貢献した外国人音楽家たちが住んでいた。
戦後は「音楽の町」「楽器の町」として知られていたが、やがて連れ込み宿の立ち並ぶ盛り場となり、この街に生まれ育った江藤淳は1965年に百人町を訪れてショックを受けている。現在は新宿区内で最も外国人居住者の多い場所であり、韓国人向けの店舗が多い職安通りがある百人町は、大久保と合わせて日本最大のコリア・タウンと言われている。周辺に韓国や中国をはじめタイ、ミャンマー等のアジア諸国の料理店・雑貨店といったエスニックの要素が顕著であることで有名な街であるが地理的に新宿の繁華街から連続しており、各種オフィスも多い。他に一般住居や各種専門学校が多く集まる、あるいは歌舞伎町に近い地区にはラブホテル街が立ち並んだりといった色々な顔を持つ街でもある。一丁目に新大久保駅、大久保駅がある。歌舞伎町を挟んで、他に、駅周辺は住居にラブホテル・専門学校などが混在している。駅周辺以外は住宅街であり、山手線沿いの東京グローブ座を有する西戸山タワーホウムズ（百人町3-1，1988年3月竣工）に代表される高層マンションや、建て替えの済んだ都営住宅が建つ。
なお、この百人町のほかに旧大久保町としての区域には新宿六丁目・新宿七丁目や歌舞伎町二丁目も含み、牛込地区の余丁町も江戸時代は大久保村であった。

### 地価
住宅地の地価は、2024年（令和6年）7月1日の地価調査によれば、百人町2-20-21の地点で83万5000円/m2となっている。

## 歴史

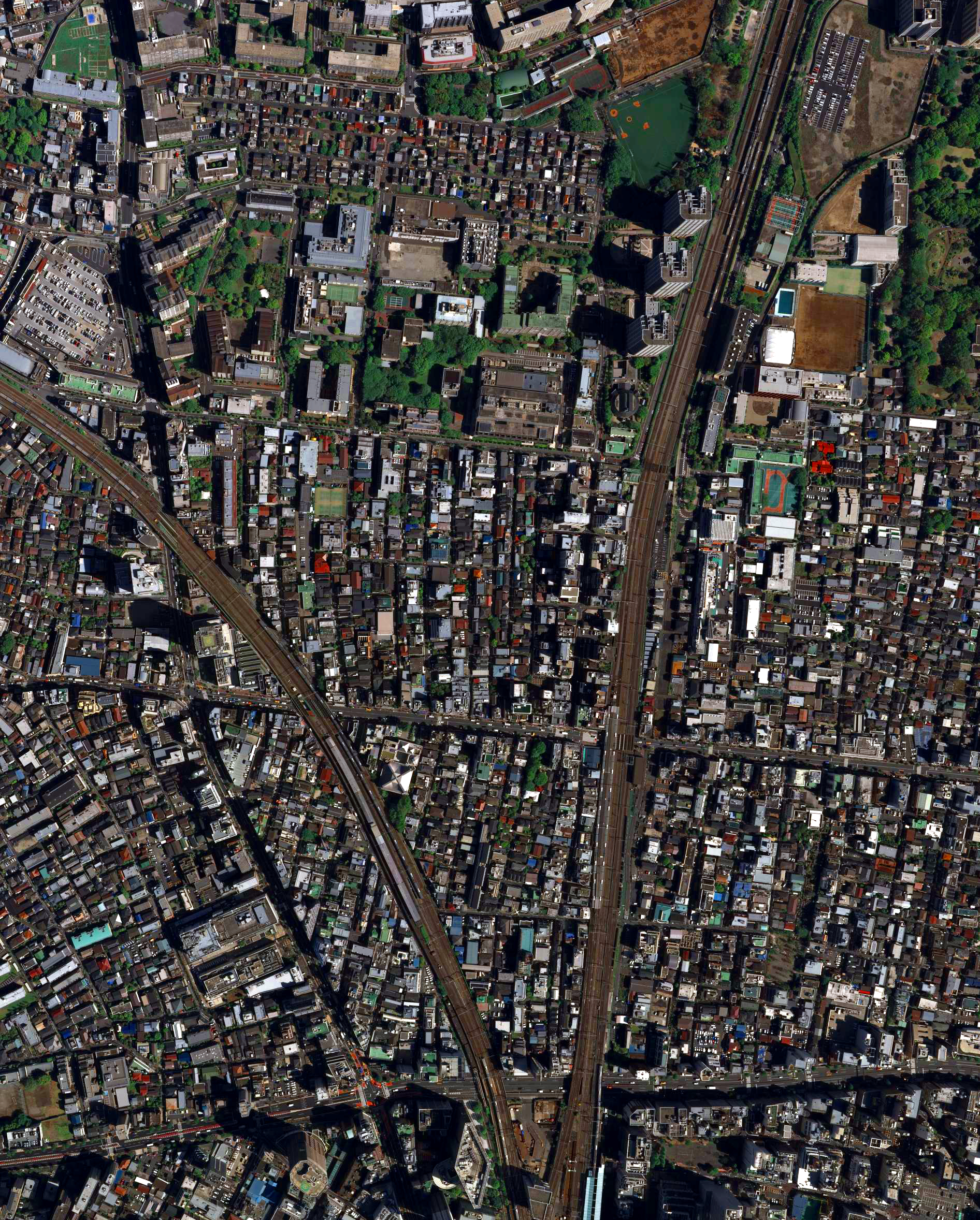
東京都新宿区百人町の航空写真（2009年4月27日撮影）

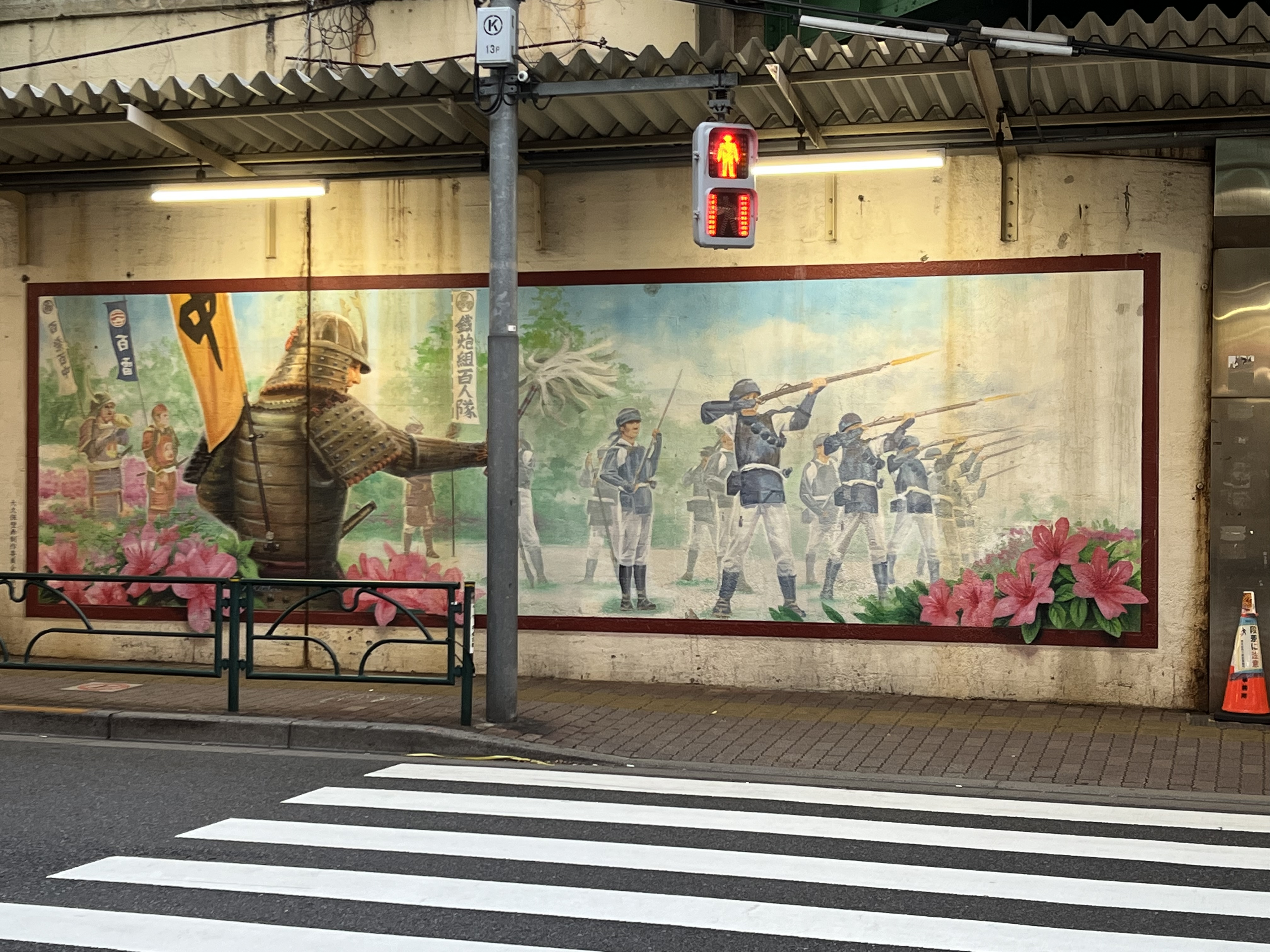
大久保駅北口の近くのある「鉄炮組百人隊」の壁画

江戸時代には伊賀組百人鉄砲隊の屋敷があった。維新後払い下げとなり、百人組が副業に育てていたツツジ園も衰退、売却され、一帯は宅地化された。大久保と共にコリア・タウンとなる前は、百人町は新宿界隈とともに「音楽の町」「楽器の町」として知られていた。戦前にはドイツ人の音楽家などや日本のクラシック音楽家が多く住み着き、また梅屋庄吉は邸宅と「百人町撮影所」を所有し、片岡松燕プロダクションとしても稼動させているほか、M・パテー商会/M・カシー商会などもあった映画撮影所の町でもあった。終戦直後、今度は戦地から復員した人々が新大久保駅付近に楽器修理店を出したことが契機となり楽器店が増加。音楽関係者が集まる町となっていった。1950年代から1960年代には歌声喫茶やジャズ喫茶が多い町として知られた。1960年代後半にはライブハウスが増え、当時のグループ・サウンズ・フォークソングブームの発信源となった。1967年には百人町にて黒澤楽器店が創業。しかし1980年代以降は「若者の町」としてあらゆる流行の発信源となった原宿・渋谷に圧倒されるようになり、「音楽の町」としては衰退。1990年頃のアマチュアバンドブームにも乗り遅れた。しかし現在も黒澤楽器店本社のほか複数の楽器店やライブハウスが多数存在しており、また前述の修理店・修理工場も10ほどあり現在も稼動、西武新宿線の線路沿いに楽器の街新大久保へようこその看板もかかげられ、「音楽の町」の命脈は保っている。特に宮中音楽・雅楽に関連する和楽器や伝統音楽の楽器店が比較的多く存在する。この他、東京交響楽団は、日本キリスト教婦人矯風会に事務局と練習場を設けているほか、フィズサウンドクリエイションや、隣接の大久保一丁目には労音大久保会館アールズアートコートなどがある。
現在の百人町3・4丁目と大久保3丁目には敗戦まで陸軍の施設や、隣接した現在集合住宅団地のある戸山には陸軍の演習場の戸山が原があった。後の「建設省建築研究所となる場所には陸軍技術研究所があり、防災研究所を経て、戦後の戦災復興院戦災復興技術研究所から建築研究所となった。また、東京文理科大学の物理教室大久保分室が設立され、後に東京教育大学光学研究所や資源科学研究所、東京都立衛生研究所などが開設され、国の研究機関は筑波研究学園都市に移転するまで同地にあった。国の研究機関の跡は社会保険中央総合病院（現：地域医療機能推進機構東京山手メディカルセンター）や国立科学博物館の新宿分館（現在は移転し、跡地に桜美林大学新宿キャンパスを建設）となっている。 
終戦後の1945年から1946年にかけて、住宅営団によって百人町越冬住宅が450戸建設されていたほか、戸山が原には集合住宅団地が建設され、一帯は住宅地と化した。日雇い労働者や在日朝鮮人などは空き地や山手線、総武線（各駅停車）のガード下を不法占拠して住みつくようになり、現在の大久保界隈の元になるバラック街が形成された。
1950年にロッテ新宿工場が操業を開始すると、雇用を期待した本国の朝鮮人や在日朝鮮人などが更に集まった。
1950年代には済州島四・三事件や朝鮮戦争の影響で朝鮮半島から逃れてきた朝鮮人が流入。現在のようなコリア・タウンが成立した。
その後簡易宿所も増え、1960年代には一時東京では山谷と並ぶ寄せ場となっていた。
1970年代頃からエスニック料理店や韓国・朝鮮雑貨店などは少数ながら点在していた。韓国で海外旅行が自由化された1980年代末以降、いわゆるニューカマーの韓国人の住民が増え始め国際化・グローバル化の影響で1990年代以降韓国・中国・フィリピン・タイなど周辺アジア諸国関連の店舗や留学生向けのアパート・日本語学校などが増加した。バブル期には東南アジア出身の「ジャパゆきさん」や出稼ぎのイラン人の姿もよく見られた。近年の韓流ブームも相まって、エスニック系の店を訪れる日本人も増えているほか、韓国外換銀行新宿出張所も同地にある。
マスメディア等では観光名所を紹介する視点から職安通りや大久保通り沿いに軒を連ねる韓国・朝鮮系商店などが紹介されることが多いが、いずれも基本的には大久保界隈の在日朝鮮人が生活物資を手に入れるための店である。1990年代以降のドヤ街の労働力需要の低下により大久保の日雇い労働者・ホームレスは減りつつあるが、現在も簡易宿所は複数存在している。またかつての簡易宿所の中には建物を改築して格安ビジネスホテルやラブホテルに業態変更した宿も多い。
1946年に都市計画決定された都市計画道路補助72号線の建設が行われていたが職安通りから大久保通りまでの区間、つまり山手線・西武新宿線の東側に隣接する百人町一丁目地区のみが未整備であった。戦後の不法占拠等の影響により土地の権利関係が複雑化しており、また新大久保駅付近には計画に反対し土地買収に応じない地権者がいるため予定地の区画整理事業は停止していた。新宿区が取得した予定地は未利用の更地となっていたほか、荒廃した建物が少なからず残っていた。2001年5月には新大久保駅近くの線路沿いに存在した旧簡易宿所建物から不審火が発生し半焼。間もなく治安・防災上の観点から一部の廃屋が撤去された。2020年9月に全開通を果たした。
1972年に百人町三丁目・四丁目地区が東京都から広域避難場所指定を受けたことから1984年、新宿区は「百人町三丁目・四丁目地区整備計画」の構想を発表し1990年に計画決定。防災上の観点から木造住宅の建て替え・建築研究所跡地の防災公園化（新宿区立百人町ふれあい公園）・狭隘な路地を解消し新たに街路やポケットパークを整備する等の都市防災不燃化促進事業が行われた。現在ほぼ完成しているほか、地区計画も新たに定められた。 
2012年、東京都は百人町一丁目、二丁目を都迷惑防止条例に基づき、客引きやスカウトのみならず、それらを行うために待機する行為なども禁止する区域に指定した。
さらに2019年には同一丁目、二丁目を暴力団排除条例に基づき、暴力団排除特別強化地域に指定。地域内では暴力団と飲食店等との間で、みかじめ料のやりとりや便宜供与などが禁止され、違反者は支払った側であっても懲役1年以下または罰金50万円以下の罰則が科されることとなった。

### 地名の由来
百人町の地名は、内藤清成が率いていた伊賀組百人鉄砲隊の屋敷があったことに由来する。百人組と呼ばれた江戸の街の警護を担当する鉄砲隊は、その鉄砲術が江戸でも一二を争うほどの腕前であったという。新大久保駅前にある皆中稲荷（かいちゅういなり）はそれにちなんでいる。江戸時代、鉄砲隊が居住し副業としてつつじの栽培が盛んであった。
かつては同じ由来を持つ青山百人町（青山）、根来百人町（市谷）も存在したが町名の統廃合で姿を消し当地に大久保百人町に相当する地名が残るのみである。

### 沿革
- 1889年5月1日 - 市制・町村制施行により、南豊島郡大久保百人町・東大久保村・西大久保村が合併し大久保村が発足。
- 1895年5月5日 - 大久保駅開業。
- 1896年4月1日 - 豊多摩郡に変更。
- 1912年12月1日 - 大久保村が町制施行
- 1914年11月15日 - 新大久保駅開業。
- 1932年10月1日 - 大久保町は東京市に編入され、淀橋区に属す。
- 1947年3月15日 - 淀橋区が四谷区・牛込区と合併し、新宿区が発足する。
- 1950年 - ロッテ新宿工場竣工。
- 1952年3月25日 - 西武鉄道高田馬場駅 - 西武新宿駅間が開業。百人町に西武新宿線も通ることになったが駅の開設はなかった。

### 町名の変遷
| 実施後       | 実施年月日   | 実施前（注意書きのないものはその一部） |
| ------------ | ------------ | -------------------------------------- |
| 百人町一丁目 | 1971年6月1日 | 百人町二丁目（全部）                   |
| 百人町二丁目 | 1971年6月1日 | 百人町三丁目（全部）                   |
| 百人町三丁目 | 1971年6月1日 | 百人町四丁目、戸塚町四丁目             |
| 百人町四丁目 | 1975年6月1日 | 戸塚町三丁目、戸塚町四丁目             |

## 世帯数と人口

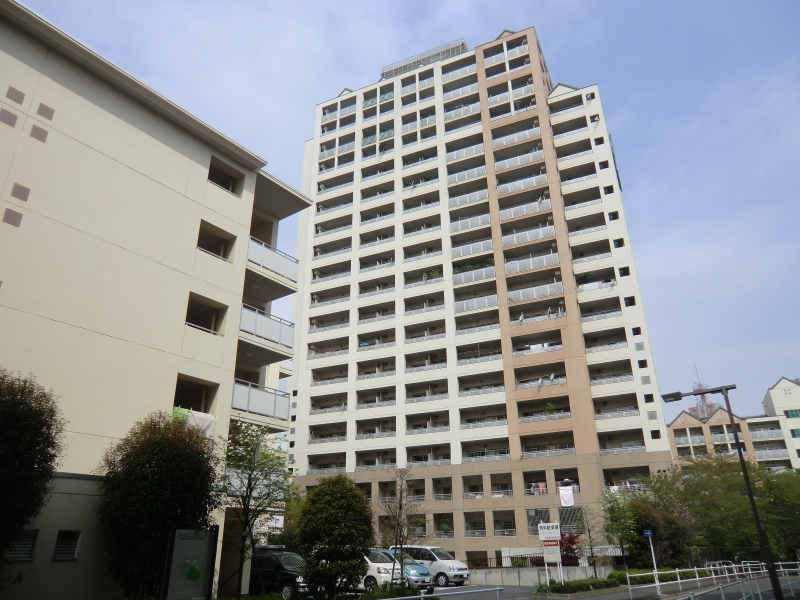
百人町三丁目アパート 左は都営住宅

2025年（令和7年）3月1日現在（新宿区発表）の世帯数と人口は以下の通りである。
| 丁目         | 世帯数     | 人口     |
| ------------ | ---------- | -------- |
| 百人町一丁目 | 3,024世帯  | 3,637人  |
| 百人町二丁目 | 3,495世帯  | 4,665人  |
| 百人町三丁目 | 2,980世帯  | 5,750人  |
| 百人町四丁目 | 1,698世帯  | 2,758人  |
| 計           | 11,197世帯 | 16,810人 |

### 人口の変遷
国勢調査による人口の推移。
| 年                 | 人口   |
| ------------------ | ------ |
| 1995年（平成7年）  | 13,567 |
| 2000年（平成12年） | 13,548 |
| 2005年（平成17年） | 14,310 |
| 2010年（平成22年） | 16,699 |
| 2015年（平成27年） | 17,668 |
| 2020年（令和2年）  | 15,471 |

### 世帯数の変遷
国勢調査による世帯数の推移。
| 年                 | 世帯数 |
| ------------------ | ------ |
| 1995年（平成7年）  | 6,512  |
| 2000年（平成12年） | 7,073  |
| 2005年（平成17年） | 7,666  |
| 2010年（平成22年） | 9,259  |
| 2015年（平成27年） | 10,930 |
| 2020年（令和2年）  | 9,730  |

## 学区
区立小・中学校に通う場合、学区は以下の通りとなる（2018年8月時点）。
| 丁目         | 番地 | 小学校               | 中学校                   |
| ------------ | ---- | -------------------- | ------------------------ |
| 百人町一丁目 | 全域 | 新宿区立戸山小学校   | 新宿区立新宿中学校       |
| 百人町二丁目 | 全域 | 新宿区立戸山小学校   | 新宿区立西早稲田中学校   |
| 百人町三丁目 | 全域 | 新宿区立西戸山小学校 | 新宿区立新宿西戸山中学校 |
| 百人町四丁目 | 全域 | 新宿区立西戸山小学校 | 新宿区立新宿西戸山中学校 |

## 交通

### 鉄道
東日本旅客鉄道（JR東日本）
- 中央本線：大久保駅
- 山手線：新大久保駅

## 事業所
2021年（令和3年）現在の経済センサス調査による事業所数と従業員数は以下の通りである。
| 丁目         | 事業所数    | 従業員数 |
| ------------ | ----------- | -------- |
| 百人町一丁目 | 555事業所   | 5,023人  |
| 百人町二丁目 | 437事業所   | 5,190人  |
| 百人町三丁目 | 82事業所    | 2,340人  |
| 百人町四丁目 | 33事業所    | 778人    |
| 計           | 1,107事業所 | 13,331人 |

### 事業者数の変遷
経済センサスによる事業所数の推移。
| 年                 | 事業者数 |
| ------------------ | -------- |
| 2016年（平成28年） | 1,066    |
| 2021年（令和3年）  | 1,107    |

### 従業員数の変遷
経済センサスによる従業員数の推移。
| 年                 | 従業員数 |
| ------------------ | -------- |
| 2016年（平成28年） | 12,324   |
| 2021年（令和3年）  | 13,331   |

## 施設

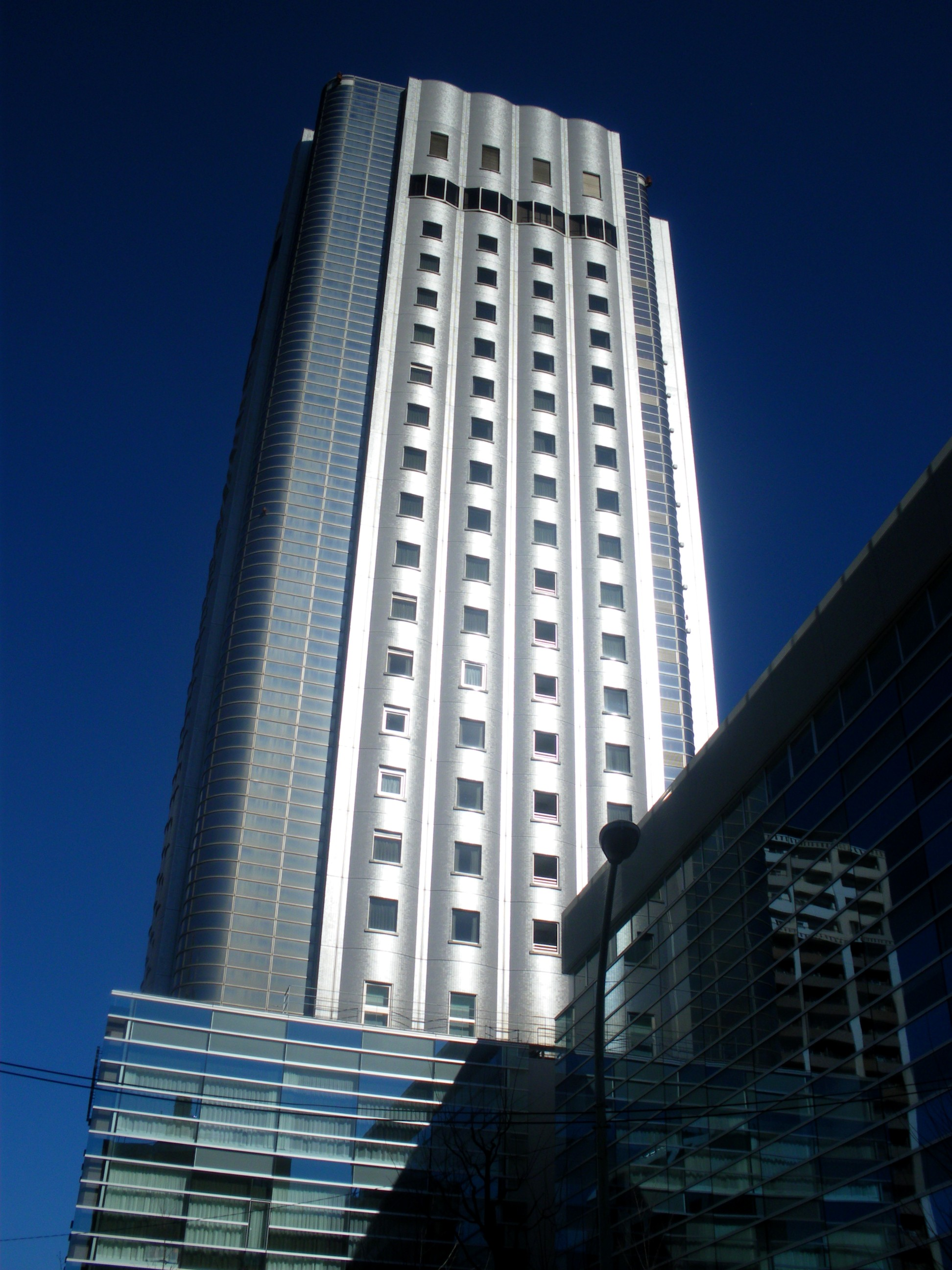
フレイザープレイス・ホフ新宿

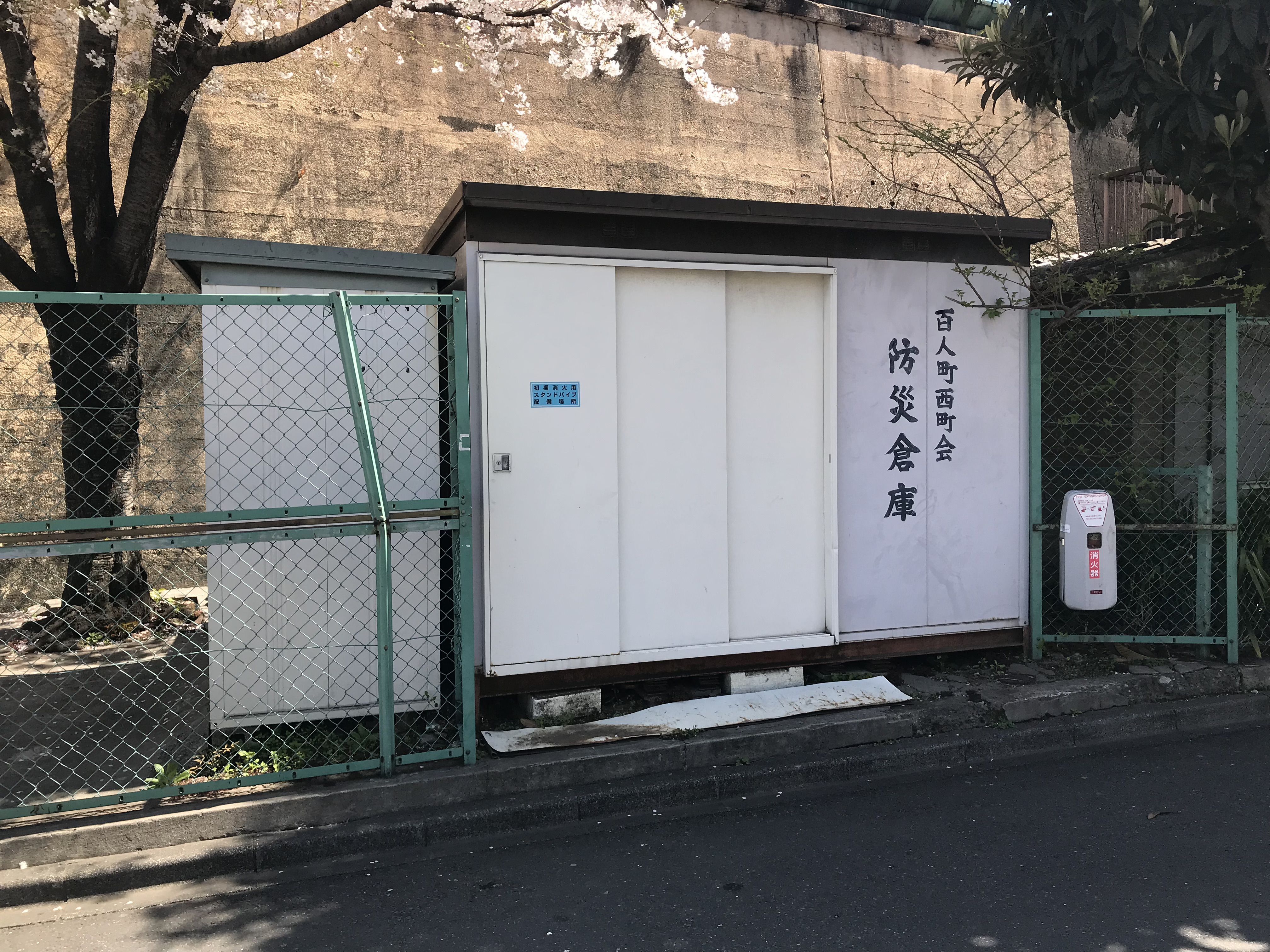
百人町西町会防災倉庫

- フレイザープレイス・ホフ新宿(ハンドレッドステイ東京新宿?)
シンガポールに本社を持つFrasers Hospitality社によって経営されているサービスアパートメント（ホテル並のサービスが付いた家具付き高級アパート）。
かつては日本海事科学振興財団が運営する「ホテル海洋」（旧・東京海洋会館）という建物だったが2005年にリプラスに売却され[33][34]、2008年3月にリニューアルオープンした[35]。
- 東京グローブ座
- 黒澤楽器店本社
- 全日本建設交運一般労働組合本部
- 東京無線協同組合本部
- 日本相撲連盟本部
- 地域医療機能推進機構東京山手メディカルセンター
- 俳句文学館
- 桜美林大学新宿キャンパス
- GENスポーツパレス
かつてはスポーツ会館という建物だったが、2012年に閉鎖された後、プロレス団体WRESTLE-1を運営するGENスポーツエンターテインメントに売却された。同社の事務所も2階に入居
- グレッグ外語専門学校新宿校
- 東京マルチ・AI専門学校
- 日本電子専門学校
- 西武学園医学技術専門学校東京新宿校
- 皆中稲荷神社（鉄砲が命中するご利益があるというので当地にあるが、現在では賭事の神としてご利益を求める人が多い）
- 西戸山公園野球場
- ミッドリーム日本語学校
- 新宿ホワイトハウス
- 淀橋教会
- 上海大学東京校
- 東京都健康安全研究センター
- クレハ本社別館
- 龍生堂本店
- 日本マクドナルドスタジオM
- 東京交響楽団本部・クラシックスペース100

### かつて所在した施設
- ロッテ新宿工場
- ニユートーキヨー本社
- ゴンゾ本社

## 町域内の組織

### 商店会
- 新宿百人町明るい会商店街振興組合 百人町一・二丁目
- 新宿電話局通り親交会 百人町一丁目
- 新宿百人町三丁目商店会 百人町三丁目

## 百人町を舞台とした作品
- ウルトラマンレオ（第1・2話のみ）
- あなたを忘れない（新大久保・日韓合同作品映画）
- 日本一のゴリガン男
- 不夜城 (小説)
- お伽草子 (アニメ)

## その他

### 日本郵便
- 郵便番号 : 169-0073[3]（集配局 : 新宿北郵便局[36]）。